# Atilano Corral
General Atilano Corral fue un militar mexicano que participó en la Revolución mexicana. Nació en San Andrés de la Sierra, Chihuahua. Se unió al movimiento villista, donde se distinguió por su valor y arrojo en los combates. En agosto de 1913 participó en la toma de su pueblo natal, derrotando al general orozquista Félix Terrazas, ya desde ese tiempo incorporado a las fuerzas federales. Formó parte de la escolta “Dorados” del general Francisco Villa y murió el 2 de enero de 1917, combatiendo contra las fuerzas del general Francisco Murguía, en Estación Reforma, Chihuahua.